# Лес-Кортс (станция метро, Барселона)
Лес-Кортс (кат. Les Corts) — станция Барселонского метрополитена, расположенная на линии 3. Открытие станции состоялось 20 января 1975 года под названием «Las Cortes» в составе участка «Зона Университариа» — «Рома» (ныне — «Сантс-Эстасьо»). Станция находится в подрайоне Лес Кортс одноимённого района Барселоны, от названия которого станция и получила название.

## Расположение
Станция расположена под улицей Жоан Гуэль, в районе Лес Кортс. Также, рядом со станцией проходит проспект Травессера-де-Лес-Кортс.

## Конструкция
Станция имеет 2 островные платформы длиной 95 метров, и 2 пути, разделённые между собой несущей стеной.